# Ines Witka

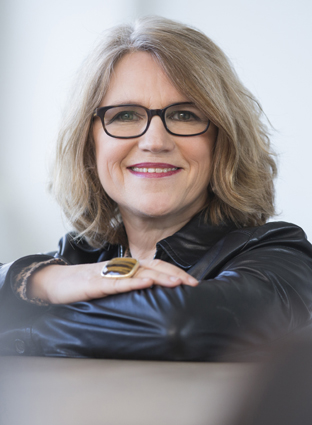
Ines Witka

Ines Witka (* 4. Juli 1960 in Stuttgart) ist eine deutsche Schriftstellerin und Sachbuchautorin. Sie wurde vor allem durch ihre Sachbücher bekannt. Ihre Schwerpunktthemen sind  Partnerschaft, Erotik, Sexualität, und das Handwerk des erotischen Schreibens.

## Leben
Ines Witka wuchs in Baden-Württemberg auf. Sie besuchte das Eschbach-Gymnasium im Stuttgarter Stadtteil Freiberg und machte dort 1980 Abitur. Von 1981 bis 1983 studierte sie an der Freien Kunstschule Nürtingen (heute: Freie Kunstakademie). Anschließend absolvierte sie von 1984 bis 1989 ein Studium der Verlagswirtschaft an der Stuttgarter Hochschule für Druck und Medien (heute: Hochschule der Medien), das sie 1989 mit einem Diplom abschloss.
Von 2010 bis 2012 erweiterte sie ihre Kenntnisse durch ein Masterstudium im biografischen und kreativen Schreiben an der Alice Salomon Hochschule Berlin. Am 7. September 2012 erhielt sie den Master of Arts.
Viele Jahre arbeitet sie als freie Trainerin in Verlagen und IT-Unternehmen in den Bereichen Desktop Publishing und Projektmanagement. Von 2000 bis 2012 arbeitete sie in der Ausstellungsgestaltung (Konzeption und Textrecherche).
Heute lebt sie in Stuttgart und arbeitet als freie Autorin, Leiterin von Schreibwerkstätten und Dozentin in der Erwachsenenbildung. Ines Witka ist Mitglied im Verband deutscher Schriftsteller (VS) Baden-Württemberg und im BVjA Bundesverband junger Autoren und Autorinnen.

## Schriftstellerisches Werk
Die ersten beiden Publikationen von Witka sind Interviewbücher. Für Stell dir vor, ich bin deine heimliche Geliebte, das 2009 im Schwarzkopf & Schwarzkopf Verlag veröffentlicht wurde, interviewte sie Frauen und Männer zu einer anspruchsvollen Form der käuflichen Erotik, dem Escort-Service. In ihrem Buch Die Nacht der Masken (Gatzanis Verlag) entführte sie den Leser auf die exklusivste Erotikparty der Welt, indem sie sich mit den Besuchern über deren gelebte erotische Phantasien unterhielt.
In Eine Familie macht Karriere (Gatzanis Verlag) informiert sie über die Familienfreundlichkeit der Unternehmen, setzt sich mit den Rahmenbedingungen des Staates auseinander und damit, was passiert, wenn Paare Eltern werden. Dafür interviewte Ines Witka Eltern aus unterschiedlichsten Berufsgruppen, die Alternativen zum traditionellen Rollenmodell leben.
Seit 2013 erscheinen Erzählungen von ihr in verschiedenen Anthologien, u. a. "Mein heimliches Auge - Das Jahrbuch der Erotik, eine Serie von Bildbänden, die jährlich vom konkursbuch Verlag Claudia Gehrke in Tübingen herausgegeben wird.
Mit ihrem Wissen als Schreibpädagogin und Leiterin von Schreibwerkstätten hat sie 2015 einen Schreibratgeber für das Schreiben erotischer Literatur veröffentlicht: Dirty Writing. Vom Schreiben schamloser Texte. In diesem Mitmachbuch motiviert sie den Leser zum Schreiben erotischer Texte nach den Methoden des kreativen Schreibens. Zum Erscheinen des Buches schrieb der konkursbuch Verlag von Claudia Gehrke einen Schreibwettbewerb aus. Die Siegertexte wurden im Heimlichen Auge XXX veröffentlicht
In Witkas Debütroman Perle um Perle, setzt sie sich mit der erotischen Selbstbestimmtheit auseinandersetzt. Er ist ebenfalls im konkursbuch Verlag Claudia Gehrke erschienen.
Witkas jüngste Veröffentlichung ist der Roman "Mut - Theater der Lust". Der Roman stellt die Frage nach den Machtverhältnissen zwischen den Geschlechtern und was dies für die Sexualität bedeutet. Damit ist Ines Witka zum Gatzanis Verlag zurückgekehrt, der mit dem ersten Band der Trilogie ein Roman-Programm in der Rubrik „Liebe & Lust“ startet.
Erzählungen von ihr sind in verschiedenen Anthologien erschienen.

## Veröffentlichungen (Auswahl)
- Stell dir vor, ich bin deine heimliche Geliebte. Der Reiz des Escort-Service. Schwarzkopf & Schwarzkopf, Berlin 2009, ISBN 978-3-89602-894-5.
- Die Nacht der Masken. Wahre Geschichten von der exklusivsten Erotikparty der Welt. (Fotos von Sabine Schönberger). Gatzanis Verlag, Stuttgart 2010, ISBN 978-3-932855-16-0.
- Eine Familie macht Karriere: gleichberechtigt Beruf, Kinder und die Liebe vereinen. Gatzanis Verlag, Stuttgart 2013, ISBN 978-3-932855-59-7.
- Dirty Writing – Vom Schreiben schamloser Texte. Konkursbuch Verlag Claudia Gehrke, Tübingen 2015, ISBN 978-3-88769-667-2.
- Perle um Perle. Erotischer Roman. Konkursbuch Verlag Claudia Gehrke, Tübingen 2016, ISBN 978-3-88769-572-9.
- Mut – Theater der Lust. Erotischer Roman. Gatzanis Verlag, Stuttgart 2019, ISBN 978-3-932855-92-4.
- Rausch  – Theater der Lust. Band 2, erotischer Roman. Gatzanis Verlag, Stuttgart 2020, ISBN 978-3-948161-00-2
- Magie – Theater der Lust. Band 3, erotischer Roman. Gatzanis Verlag, Stuttgart 2021, ISBN 978-3-948161-07-1